# فيليب ديفيز (قائد عسكري)
فيليب ديفيز (بالإنجليزية: Philip Davies)‏ هو قائد عسكري بريطاني، ولد في 27 أكتوبر 1932.